# (36031) 1999 NG64
1999 NG64 (asteroide 36031) é um asteroide da cintura principal. Possui uma excentricidade de 0.09053320 e uma inclinação de 12.01282º.
Este asteroide foi descoberto no dia 10 de julho de 1999 por Wise em Wise.